# Château de la Couharde
Le château de la Couharde (ou Couarde) est un château situé à La Queue-lez-Yvelines, en Île-de-France (France).

## Histoire
Érigé au XVe siècle, il est la propriété des Bréze, il revient par héritage à Diane de Poitiers avant de passer à Madame de Miramion, qui prête le domaine aux pères des missions étrangères.
Au XVIIe siècle, son oncle, le chancelier de Pontchartrain, fait réaliser de gros travaux et fait dessiner le parc par Le Nôtre, architecte des jardins de Louis XIV.
Le domaine passe de mains en mains et, à la fin du XIXe siècle, il est acquis par Ernest May. Celui-ci décide de supprimer les douves et creuse une pièce d'eau, et il modernise la Couharde. Il passe ensuite à sa fille Annette May et son époux Christian Lazard. La propriété est vendue par la famille Lazard et laissé à l'abandon par les nouveaux propriétaires. La demeure, en très mauvais état, est ensuite vendue pour y réaliser un club-house de golf et le parc est transformé en parcours de golf.
Le domaine, situé à la fois sur la commune de Grosrouvre et sur celle de La Queue-lez-Yvelines est classé et a fait l'objet d'un pré-inventaire sur la base Mérimée.